# Nordic Yards
Nordic Yards ist der Name eines deutschen Unternehmens. Es betrieb unter diesem Namen von 2009 bis 2016 eine Werftengruppe in Deutschland. Neben dem Schiffbau war Nordic Yards auch Hersteller und Entwickler maritimer Konstruktionen – zum Beispiel für den Offshore-Bereich. Zur Werftengruppe Nordic Yards mit Sitz in Wismar gehörten die Tochtergesellschaften Nordic Yards Wismar, Nordic Yards Warnemünde und Nordic Yards Stralsund. 2016 wurde mit der Gruppe Genting Hong Kong ein Investor gefunden, der die drei Werftstandorte in Wismar, Rostock und Stralsund als MV Werften übernahm.
Nordic Yards ist seit dem Verkauf der deutschen Werften weiter aktiv bei Reparaturarbeiten im Offshore-Bereich.

## Geschichte
Im Juni 2009 mussten die damaligen Wadan-Werften Insolvenz anmelden. Nach der Eröffnung des Verfahrens hatte der gerichtlich bestellte Insolvenzverwalter Marc Odebrecht den Auftrag, für den gesamten Besitz (einschließlich Immobilien, Gebäude, Ausrüstung, Maschinen sowie geistiges Eigentum) einen Investor zu suchen. Am 15. August 2009 übernahm Nordic Yards im Rahmen eines Asset Deals die beiden Werften in Wismar und Warnemünde. Alleiniger Eigentümer und Geschäftsführer von Nordic Yards war der russische Investor Vitaly Yusufov (russisch Виталий Юсуфов).
Zum 1. Juni 2014 übernahm Nordic Yards für geschätzt fünf Millionen Euro die insolvente Volkswerft Stralsund. Diese Stralsunder Werft bildete nun als Nordic Yards Stralsund GmbH den dritten Standort der Werftengruppe.
Im März 2016 bestätigte die Genting-Gruppe die Übernahme der drei Standorte für 230,6 Millionen Euro; im Juli gab Genting Hong Kong die Gründung der MV Werften mit Hauptsitz in Wismar bekannt.
Im Oktober 2021 gab Nordic Yards bekannt, an der Übernahme des Werftstandorts Stralsund und ggf. auch Warnemünde Interesse zu haben; demnach würde das Unternehmen dort Reparaturen durchführen und Offshore-Plattformen bauen lassen.

## Produkte
Die Werften von Nordic Yards konzentrierten sich auf Spezialschiffe wie eisbrechende und eisgehende Schiffe, Spezial-Tanker, Fähren und Passagierschiffe (z. B. RoRo-Schiffe und RoPax-Fähren) sowie Offshore-Projekte (ortsfest und schwimmend).

### Schiffe für den arktischen Einsatz / Spezialtanker

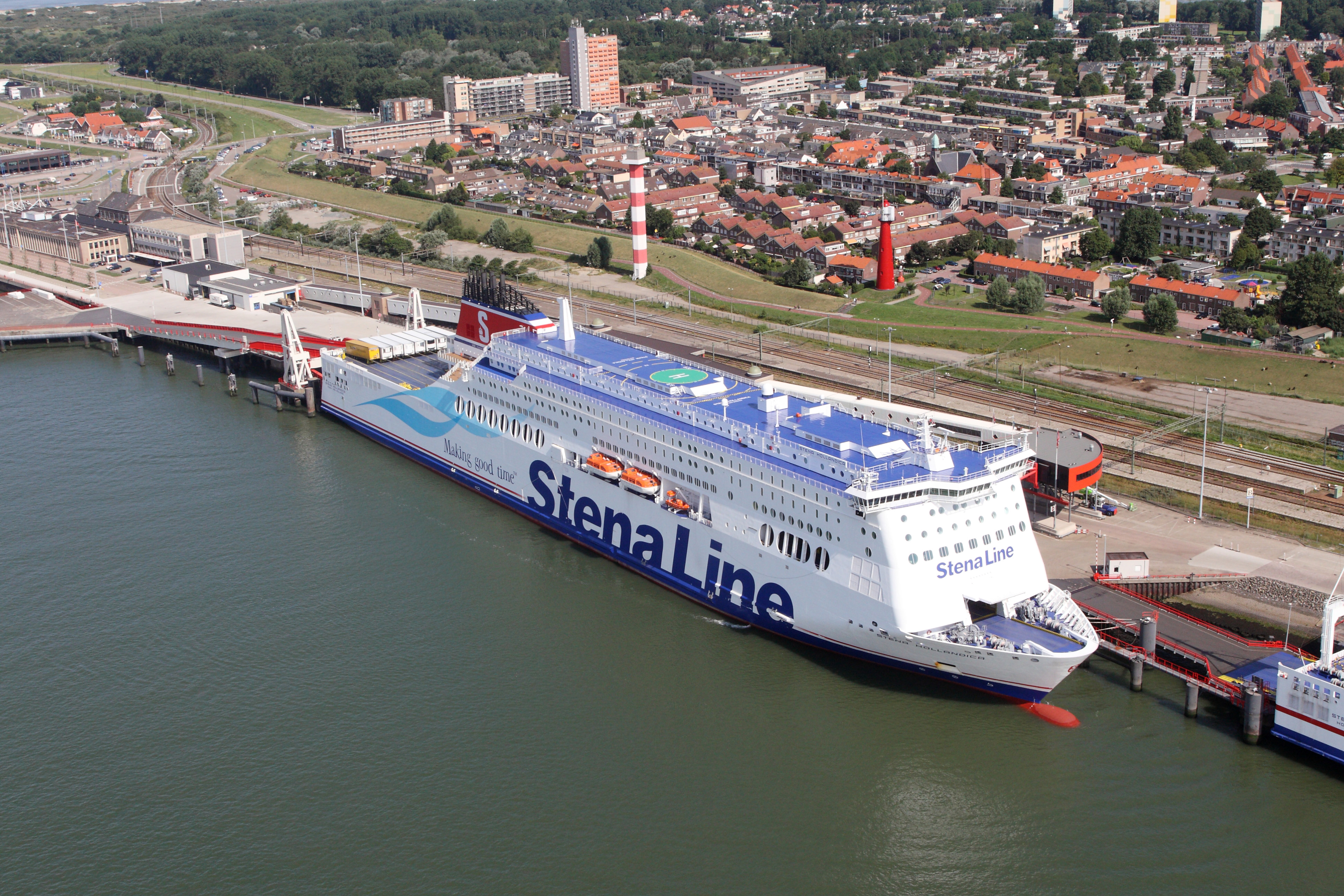
Die Stena Hollandica, gebaut von Nordic Yards

Nordic Yards baute und entwickelte Schiffe aller Eisklassen.
- Am Standort Wismar entwickelte und baute die Werft den von MMC Norilsk Nickel bestellten eisbrechenden Arctic Tanker „Nordic AT 19“. Das Schiff wurde Ende September 2011 an das russische Bergbauunternehmen übergeben.[9]
- Von Juni bis August 2011 modernisierte Nordic Yards ebenfalls für das russische Unternehmen Norilsk Nickel das eisbrechende Containerschiff „Norilskiy Nickel“ vom Typ Aker ACS 650.
- Im Dezember 2012 bekam Nordics Yards einen Auftrag zum Bau zweier eisbrechender Rettungs- und Bergungsschiffe für die Arktis. Auftraggeber ist das russische Verkehrsministerium.[10]
- Im August 2013 verkündete Nordic Yards, ein Deckshaus für den russischen Eisbrecher LK-25 zu bauen. Das Deckshaus wird 2.500 Tonnen schwer und komplett ausgerüstet.[11]

### Fähren / Passagierschiffe
In den großen Werfthallen in Wismar und Warnemünde baute Nordic Yards von der Werft entwickelte Fähren und Passagierschiffe (z. B. RoRo-Schiffe und RoPax-Fähren). 2010 lieferte Nordic Yards die weltweit größten kombinierten Fracht- und Passagierfähren (= RoPax) Stena Hollandica und Stena Britannica an die schwedische Reederei Stena Line aus.

### Offshore-Projekte
Nordic Yards entwickelte und baute Schiffe und Konstruktionen im Bereich Offshore (ortsfest und schwimmend). Die Werft übernahm auch die Konstruktion und Fertigung von Offshore-Plattformen und -Fundamentstrukturen. Bei der Kongressmesse BalticFuture 2011 in Rostock präsentierte Nordic Yards ein von der Werft entwickeltes Errichterschiff für die Errichtung von Offshore-Windparks (OWP).

Offshore-Projekte in der Deutschen Bucht

Nordic Yards baute an seinen Standorten u. a. drei Offshore-HGÜ-Konverter-Plattformen für Siemens Energy.
- Mit Hilfe der Konverter-Plattform „BorWin beta“ werden ab 2014 die Offshore-Windparks „Global Tech I“ und (später) „Veja Mate“ an das Festlandnetz durch HGÜ-Seekabel „BorWin 2“ des Netzbetreibers TenneT TSO angebunden.[13]
- Die Konverter-Plattform „HelWin alpha“[14] wurde als Teil des Offshore-Windpark-Netzanbindungs-Projekts „HelWin 1“ [innerhalb des Windpark-Clusters Helgoland („Nordsee Ost“ und „Meerwind Süd | Ost“)] in der Nordsee nördlich der Insel Helgoland aufgestellt.[15]
- Den dritten Auftrag von Siemens Energy verkündete das Unternehmen am 3. Februar 2012: Die Konverter-Plattform „SylWin alpha“ wurde ab dem 2. Mai 2012 mit der Baunummer 210 gefertigt. Auch sie besteht aus zwei Hauptkomponenten – dem Fundament und der sog. Topside mit den Räumen für die Anlagen sowie dem Helikopterdeck. Diese Plattform wird für den Anschluss des in Bau befindlichen OWP „DanTysk“ und des noch zu errichtenden OWP „Nördlicher Grund“ in der Nordsee, etwa 70 Kilometer westlich der Insel Sylt, benötigt. Sie ist fast 80 Meter hoch, 56 Meter breit und 82,5 Meter lang.[16]
- [17][18]

Ein weiteres Projekt gab das Unternehmen am 10. August 2012 bekannt. Nordic Yards hatte einen Vertrag zum Bau eines Wind Turbine Service Jack Up Vessel (WTSJUV) unterzeichnet. Auftraggeber war das dänische Unternehmen DBB Jack-Up Services A/S mit Sitz in Aarhus. Das Spezialschiff dient der Wartung von Offshore-Windenergieanlagen. Es wird 80 Meter lang, 32 Meter breit und über ein Jack-Up-System verfügen, kann also auf dem Meeresgrund auf vier Hubbeinen aufgestellt werden und mit einem Bordkran Windrad-Komponenten in einer Höhe von bis zu 100 Metern austauschen. Das Schiff ist für Arbeiten bei einer Wassertiefe von bis zu 45 Metern geeignet. DBB Jack-Up Services hat das Konzept des Schiffes auf Basis seiner Erfahrungen mit dem selbsterrichtenden Serviceschiff Wind entwickelt. Ein Designbüro aus Dänemark ist in die Erstellung des Designs involviert. Schwerpunkt des aktuellen Auftrags ist die Weiterentwicklung des Jack-Up-Systems, das das Schiff als Arbeitsplattform anhebt. Die Fertigung erfolgte an den Standorten in Rostock-Warnemünde und Wismar und dauerte etwa ein Jahr. Der Baubeginn war für Frühjahr 2013 geplant.
Den bislang größten Auftrag der Firmengeschichte stellte die vierte HGÜ-Konverter-Plattform („DolWin gamma“, Offshore-Windpark Borkum Riffgrund#Bau 2) dar, diesmal für den französischen Energiekonzern Alstom Grid, der die Plattform elektrisch ausrüstet und an den Netzbetreiber TenneT liefert. Laut Medienberichten hat der Auftrag zur Herstellung und zur Ausrüstung, die außerhalb von Nordic Yards stattfinden wird, ein Volumen von insgesamt 800 Millionen Euro. Am 9. Oktober 2014 begann mit dem ersten Stahlschnitt auf der Warnemünder Werft der Bau der Plattform, für den Aufbau mit den Maßen 85 m Länge, 54 m Breite und 32 m Höhe wurden insgesamt mehr als 20.000 Tonnen Stahl verbaut. Auf der Stralsunder Werft begannen im November 2014 die Arbeiten zum Bau des Jacket-Fundamentes der Plattform. Die Plattform „DolWin gamma“ wurde im Juli 2017 neben der bereits bestehenden Konverterplattform „DolWin alpha“ installiert. Sie soll ab September 2018 die OWPs „Borkum Riffgrund 2“ und „Merkur Offshore“ ans deutsche Stromnetz anschließen.
Im September 2015 erwarb die Genting Hong Kong für 17,5 Mio. Euro eine Mehrheitsbeteiligung an der Lloyd-Werft. Anfang Januar 2016 erwarb Genting Hong Kong die restlichen Anteile an der Lloyd Werft Bremerhaven AG und der Lloyd Investitions- und Verwaltungs-GmbH. Im März 2016 bestätigte die Genting Group die Übernahme der Nordic-Yards mit den dazugehörigen Werften für einen Kaufpreis von 230 Millionen Euro; geplant war zunächst der Zusammenschluss als Lloyd Werft Group mit Einbeziehung der Nordic-Yards. Im Juli 2016 wurden die drei Werften der Nordic Yards dann unter dem Namen MV Werften zusammengefasst.

## Standorte

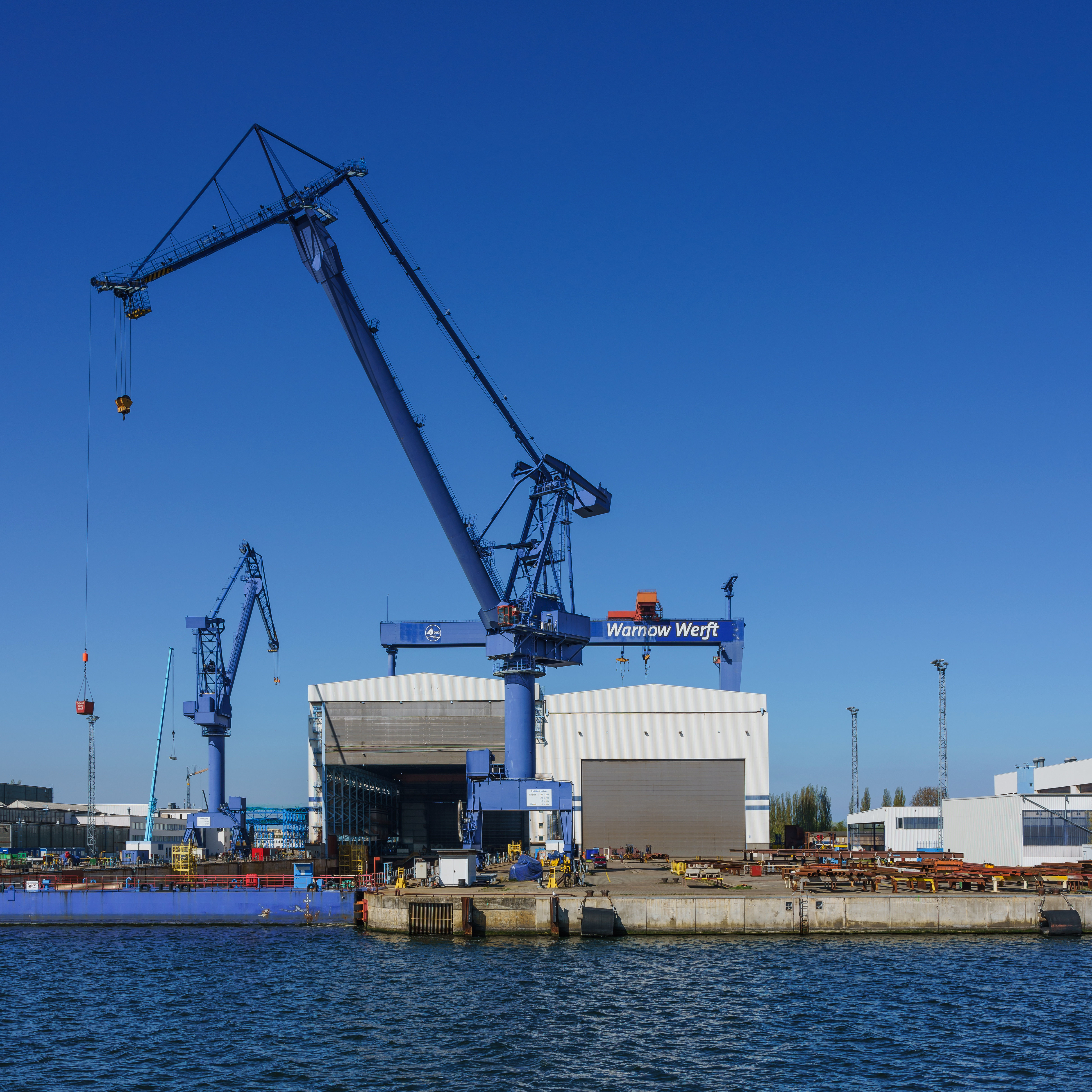
Nordic Yards Warnemünde

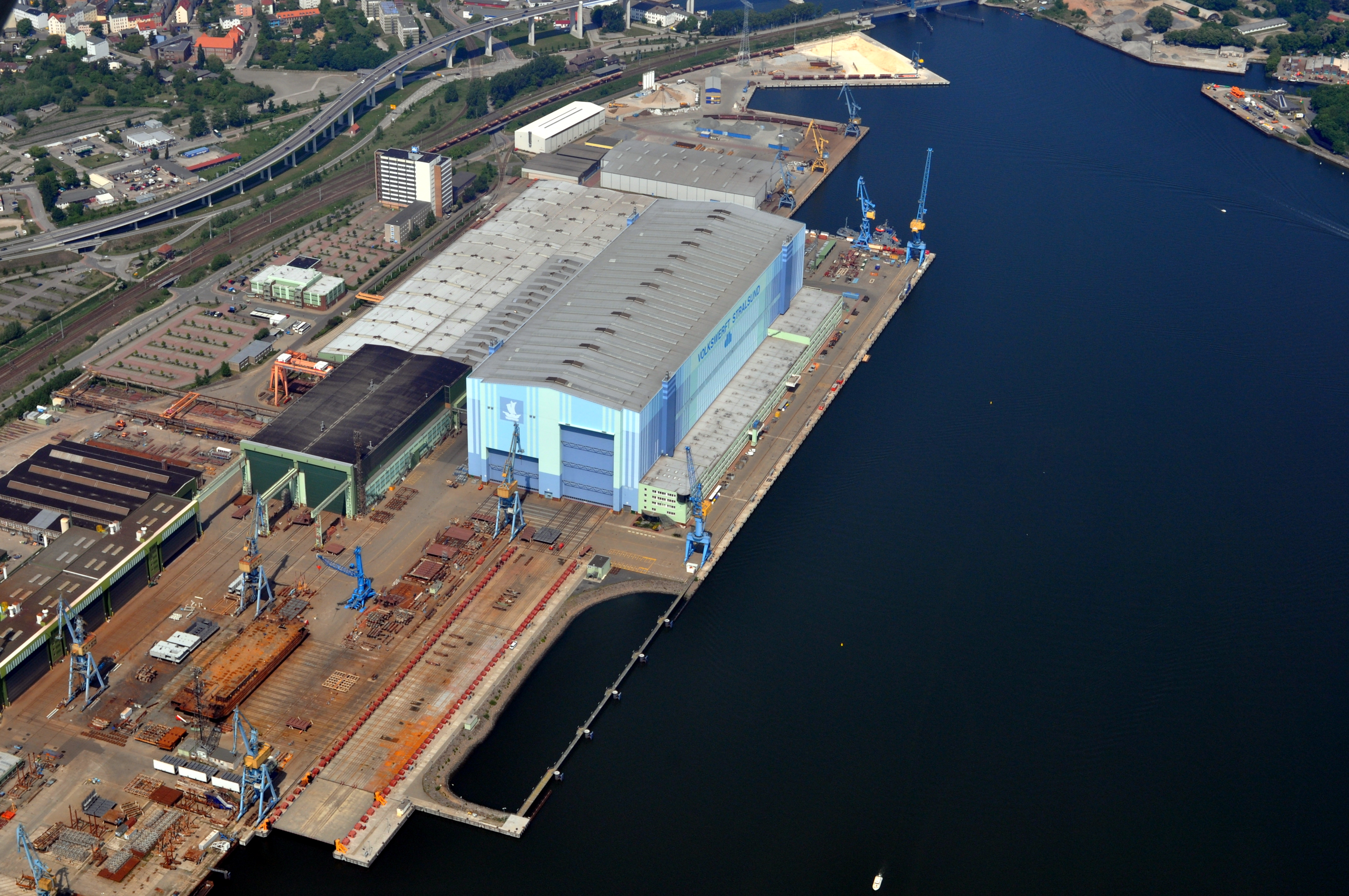
Volkswerft Stralsund

Die Grundstücke der drei Standorte wurden an Immobilienfirmen verkauft und anschließend gemietet.

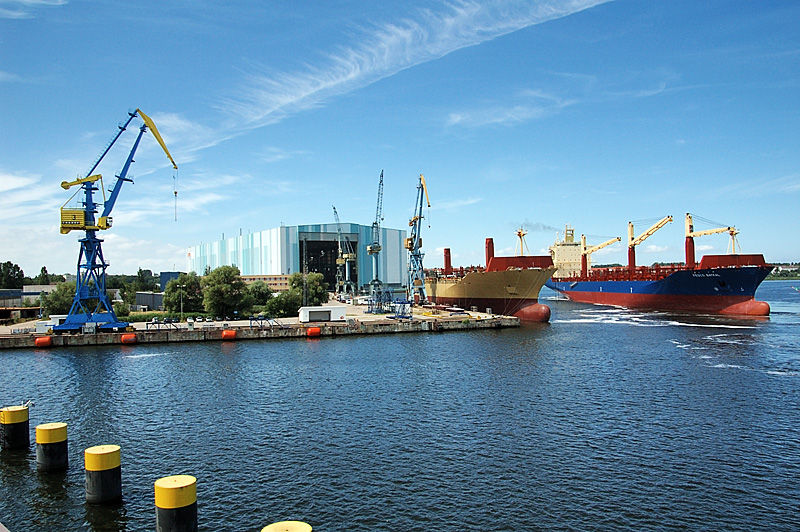
Nordic Yards Wismar
| Standort:      | Wismar                                     |
| Errichtet:     | 1946                                       |
| Werftgelände:  | 560.000 m²                                 |
| Baudock:       | 340 m × 67 m × 13,4 m (komplett überdacht) |
| Krankapazität: | bis 1000 t                                 |

Nordic Yards Warnemünde
| Standort:      | Rostock-Warnemünde                        |
| Errichtet:     | 1946 (ursprünglich 1928 als Kröger-Werft) |
| Werftgelände:  | 850.000 m²                                |
| Baudock:       | 320 m × 54 m × 10,7 m (80 m überdacht)    |
| Krankapazität: | bis 700 t                                 |

Nordic Yards Stralsund
| Standort:  | Stralsund                                                           |
| Errichtet: | 1941 als Kröger-Werft-Zweigwerk, seit 1948 als Volkswerft Stralsund |

## Forschung & Entwicklung
Nordic Yards präsentierte bei der Kongressmesse „BalticFuture 2011“ in Rostock und auf der internationalen Fachmesse „Nor-Shipping“ in Oslo ein Spezialschiff für die Errichtung von Offshore-Windparks. Durch die komplettierte Konstruktion des Errichterschiffes können an Land erstellte Windkraftanlagen zur Installation auf offener See transportiert und aufgebaut werden. Das Schwerlastschiff kann einzelne Bauteile für die Offshore-Windparks mit bis zu 1300 Tonnen transportieren.
Darüber hinaus war Nordic Yards an dem Expertenbündnis POLAR („Production, Operation and Living in Arctic Regions“) mit Sitz in Rostock beteiligt. Ziel der Initiative, die 14 Partnerunternehmen umfasst, ist die gemeinsame Entwicklung von technischen Systemlösungen für die Gewinnung und Verarbeitung, den Transport sowie die Lagerung von Rohstoffen unter den Extrembedingungen der arktischen Regionen. POLAR wird im Rahmen der Innovationsinitiative „Unternehmen Region“  vom Bundesministerium für Bildung und Forschung gefördert.
Das Unternehmen war auch Mitglied im „Wind Energy Network Rostock e.V.“, einem Unternehmensnetzwerk für Windenergie in der Nordost-Region.